# Mitchell Wilson
Mitchell A. Wilson (* 17. Juli 1913 in New York City; † 25. Februar 1973 ebenda) war ein US-amerikanischer Physiker und Romanautor.

## Leben
Wilson studierte an der New York University und der Columbia University, unter anderem bei Isidor Isaac Rabi. Er arbeitete als Physikdozent und zeitweise als Assistent von Enrico Fermi. Zunächst nur nebenbei, später hauptberuflich, schrieb er Kriminalromane, Sachbücher und Romane über die moderne Wissenschaft. Die damit verbundenen ethischen Fragen sowie die Rolle des Wissenschaftlers in der Gesellschaft waren wichtige Themen seiner Romane. Er reiste auch in die Sowjetunion und interviewte dortige Wissenschaftler, was er in dem Roman Meeting at a Far Meridian verarbeitete. Er war einer der wenigen US-amerikanischen Autoren, deren Bücher in der Sowjetunion populär waren.
Wilson war in erster Ehe mit Helen Weinberg verheiratet, mit der er zwei Töchter hatte. Seine zweite Ehefrau war die Schauspielerin und Schauspiellehrerin Stella Adler.

## Werke
Romane:
- Footsteps behind her (1941)
- Stalk the Hunter (1943)
- None so Blind (1945, Vorlage für den Film Die Frau am Strand von 1947)
- The Panic-Stricken (1946)
- The Kimballs (1947)
- Live with Lightning (1949) (dt.: Hochspannung, übersetzt von Christine Hoeppener)
- The Lovers (1954)
- My Brother, My Enemy (1956)
- Meeting at a Far Meridian (1961)

Sachbücher:
- American Science and Inverntion (1954)
- The Human Body: What It Is and How It Works (dt.: Das große bunte Buch vom Menschen: Bau u. Funktion unseres Körpers bearbeitet von Walter Gerlich)
- Energy (1963) (dt.: Die Energie, übersetzt von Karin und Hermann Janssen)
- Passion to Know (1972)